# قاتل زیبارو
قاتل زیبارو (به انگلیسی: Beauty Killer) نخستین آلبوم استودیویی از خوانندهٔ آمریکایی جفری استار می‌باشد که در ۲۱ سپتامبر سال ۲۰۰۹ از سوی پاپسیکل رکوردز و ایندیپندنت لیبل گروپ منتشر گردید. این آلبوم در جدول بیلبورد ۲۰۰ به رتبهٔ ۱۲۲ دست یافت.